# Maria van Lusignan (1273-1322)
Maria van Lusignan (1273 - Tortosa, september 1322) was als echtgenote van Jacobus II van Aragón koningin van Aragón.
Maria was een dochter van Hugo III van Cyprus en Isabella van Ibelin. Ze trouwde op 15 juni 1315 in Nicosia, Cyprus (een huwelijk met de handschoen) met Jacobus II. Op 27 november 1315 in Gerona werd het huwelijk in een speciale ceremonie overgedaan. Zij hadden geen kinderen.